# Bombus subtypicus
Bombus subtypicus (saknar svenskt namn) är en insekt i överfamiljen bin (Apoidea) och släktet humlor (Bombus) som lever i de centralasiatiska bergen.

## Beskrivning
Skillnaderna mellan de olika kasterna (drottningar, arbetare och hanar) är relativt stora. Honorna (drottning och arbetare) har större delen av huvudet svart, med undantag av hjässa och nacke, som i regel har en inblandning av ljusare hår. Drottningarna kan dock ha helsvarta huvuden. Hanarna, å andra sidan, har i regel större delen av huvudet gult; dock förekommer det även hos dem hjässor med en blandning av ljusa och svarta hår. Mellankroppen är övervägande gul; hos honorna har den dock en blandning av ljusa och svarta hår i en central fläck som vanligtvis är helt liten. Hos drottningarna kan denna dock växa till ett helt band mellan vingfästena. Hanarna saknar något band med den färgsättningen på mellankroppen; de har antingen en helt gul mellankropp, eller ett rent svart band mellan vingfästena. När det gäller bakkroppen har hanarna det mest enhetliga mönstret: De två främsta tergiterna är gula, den tredje svart (eventuellt med en tunn gul rand längst bakkanten), och resten av bakkroppen orange. Drottningarna har på sin höjd den främsta tergiten gul (den kan ibland vara svart), den andra och tredje svart och resten orange. Arbetarna har alltid den främsta tergiten gul. Den andra kan också vara gul, med bara en tunn svart rand i bakkanten, som på mitten förlängs i en liten framåtriktad spets; den kan emellertid också vara helt svart. Den tredje är svart, och resten av bakkroppen orange. 

## Ekologi
Humlan är en bergsart, som lever på höjder mellan 2 400 och 3 700 m. Den hämtar sin föda framför allt från flenörtsväxter (som kungsljus), kransblommiga växter (som kattmyntor och brunört) samt ärtväxter (vitklöver och sötväppling).

## Utbredning
Bombus subtypicus finns i Centralasien från Tianshan, Pamir, Hindu Kush, Pakistan och Kashmir. Fynd har även gjorts i Kazakstan.